# 以色列警察全国总部
31°47′49.78″N 35°13′57.46″E / 31.7971611°N 35.2326278°E

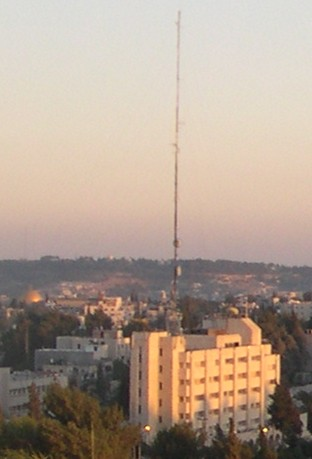
全国以色列警察总部

以色列警察全国总部（希伯來語：‎），是以色列警察的總部，位於耶路撒冷。
在以色列建國後的头二十年，以色列警察总部是在特拉维夫。由于组织擴充，需要一棟新的辦公大樓。经过六日战争後，以色列占领整个耶路撒冷，便在东耶路撒冷，亦即斯科普斯山與城市西部之間选定地點。該建筑在約旦統治期間是计划興建一家医院，由建筑师丹·艾伊坦重新设计，于1973年完工，其旁另搭配有一座更大的第二建筑物。后来，公共安全部大樓蓋在警察总部的旁边。

## 外部連結
- 以色列警察（页面存档备份，存于）